# 2-piperidinonă
2-piperidinonă (denumită și δ-valerolactamă) este un compus organic de tip δ-lactamă, fiind un compus hexaciclic. Este utilizat ca intermediar în sinteza altor compuși organici.